# カレ・ラースン

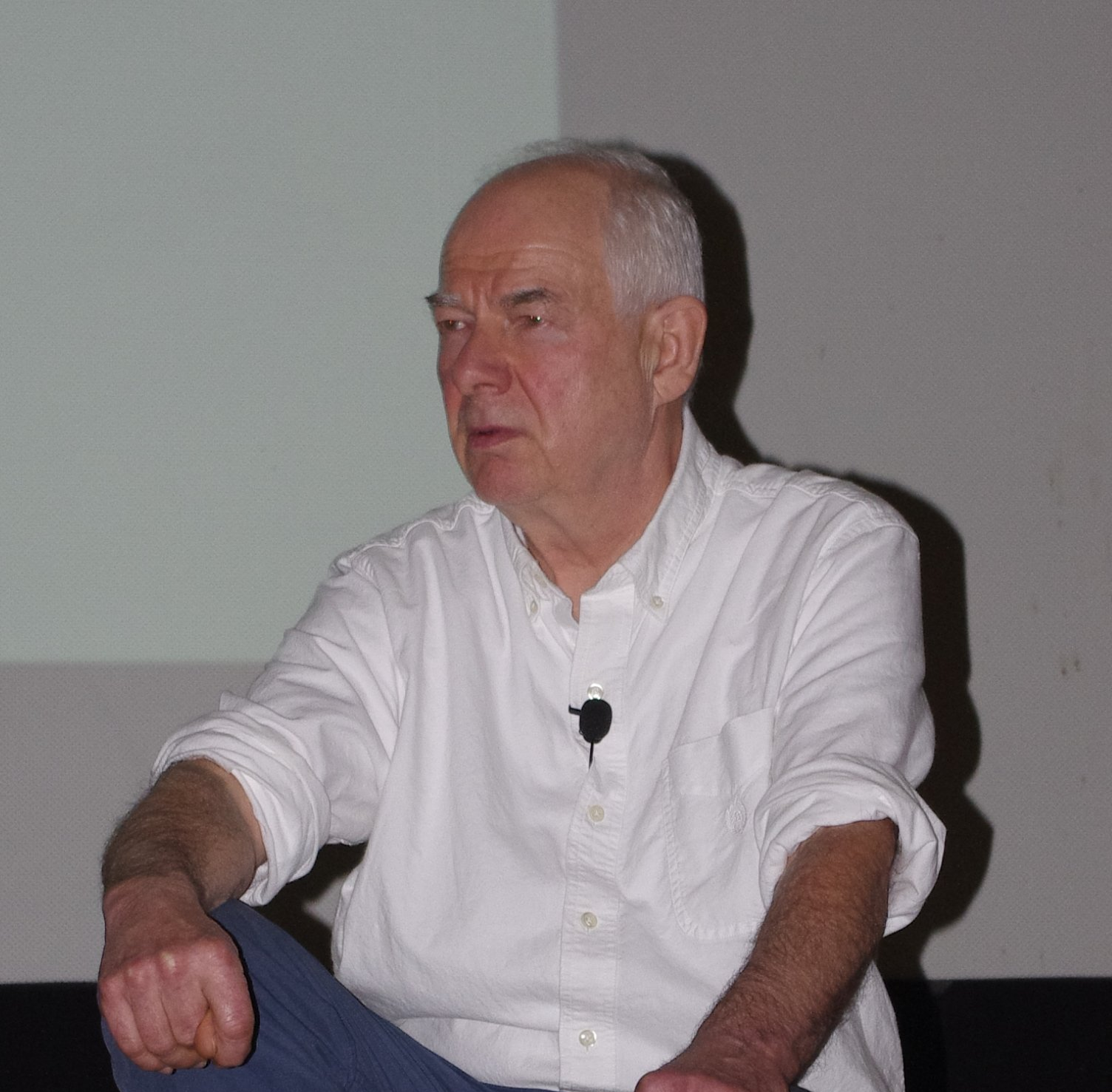

カレ・ラースン（英語: Kalle Lasn、1942年3月24日 - ）とはカナダの作家、雑誌編集者、活動家である。エストニア・タリン出身。第二次世界大戦の終わり近くに家族はエストニアを脱出、ラースンも幼少期はドイツの難民キャンプで過ごし、その後オーストラリアに移住した。1960年代に東京で市場調査会社を興し、1970年にカナダのバンクーバーに移住した。その後20年にわたってPBSやカナダ国立映画制作庁のドキュメンタリー映画を手がけた。彼は雑誌「アドバスターズ」を創刊し、書籍「カルチャー・ジャム(Culture Jam)」、「デザイン・アナーキー(Design Anarchy)」を著作、雑誌を手がけるアドバスターズメディア財団の共同創設者として関わっている。現在はブリティッシュコロンビア州バンクーバー在住。

## ドキュメンタリー
アドバスターズ創刊前はChildren of the Tribe (1980年)、Japan, Inc (1980年)、Japanese Women (1984年)、The Rise and Fall of American Business Culture (1984年)、Satori in the Right Cortex (1985年)、The Autumn Rain:Crime in Japan (1990年)といった受賞したドキュメンタリー映画を監督している。

## 書籍
作家としての処女作「カルチャー・ジャム(Culture Jam)」（日本語訳：「さよなら、消費社会 カルチャー・ジャーマーの挑戦」）では、消費主義は現代における根本的な悪と批判している。また西洋世界が資本主義から離れるためのアイデアの戦いを「ミーム戦争」と呼んでいる。
2作目の「デザイン・アナーキー(Design Anarchy)」ではグラフィックデザイナー、イラストレーター、その他スタッフに、企業への奉仕と惑星・「精神的環境」双方の政治的汚染と、代わりに社会、環境の責任を誓う革命的で新しい美学を受け入れることを表現するように要望している。

## 活動家として
ラースンは人間が重要な問題の認識に失敗していることを理由に行動を伴った努力をすることを信じており、企業の権利や根深い問題のような力と押し付けられる問題を見つめている。また労働者の大きな構造的問題を調べることを考え、「企業自体を再コードする」必要があると宣言している。
金融機関や政界に対して抗議の意志を表明するために、金融界の象徴といえるウォール街での行進やニューヨーク証券取引所前での座り込みなどを行い、ウォール街を数ヶ月占拠するというデモ活動を呼びかけ、2万人を目標として賛同者を募り始める。

## 著書
- Lasn, Kalle (2000) Culture Jam, New York:Quill.
  - カレ・ラースン 著、加藤あきら 訳『さよなら、消費社会 カルチャー・ジャーマーの挑戦』大月書店、2006年5月19日。ISBN 9784272330461。 - 同上日本語訳
- Lasn, Kalle (2005) Design Anarchy, Vancouver:Adbusters Media Foundation.